# Léon Messmer
Pour les articles homonymes, voir Messmer.
Léon Messmer (1900-1987), en religion Adolphe Messmer  est un évêque catholique français, membre de l'ordre des Frères mineurs capucins, successivement préfet apostolique de Nossi-Bé, des Comores et de Mayotte (1937-1938) fonction transformée en préfet apostolique d'Ambanja (1938-1951), vicaire apostolique d'Ambanja (1951-1955), évêque de Ambanja de 1955 à 1975 et enfin administrateur apostolique des Comores de 1975 à 1980.

## Biographie
Léon Aloyse Messmer est né à Wingen (Bas-Rhin) le 26 septembre 1900. Enfant d'une famille nombreuse, il entre au couvent des Capucins à Strasbourg Koenigshoffen et poursuit des études secondaires et théologiques à Nantes.
Après la Première Guerre mondiale, il est admis dans l'ordre des Frères mineurs capucins et prononce ses vœux le 5 avril 1920. Il prend alors le nom d'Adolphe. Ordonné prêtre le 28 mars 1925, il est dans un premier temps affecté au couvent de Sigolsheim (Haut-Rhin).
Sa vie missionnaire commence en 1927 dans le vicariat apostolique d'Ajmer dans le Rajasthan en Inde. Cinq ans plus tard, en 1932, il est envoyé comme frère supérieur à la mission d'Ambanja qui couvre alors le nord de Madagascar, l'île de Nossi-Bé, les Comores et Mayotte. Il est nommé préfet apostolique en 1937, puis le 8 mars 1951, vicaire apostolique et évêque titulaire de Coropissus (de). La consécration épiscopale a lieu dans son Alsace natale à Wissembourg. La devise de son blason épiscopal est "in Messe Domini operor" (j'œuvre dans la moisson du Seigneur).
À l'occasion de la transformation de la mission d'Ambanja en diocèse, il en est nommé comme premier évêque le 14 septembre 1955. Il y restera jusqu'en 1975. Pendant les 38 années de sa mission, il consacre toute son énergie à l'évangélisation. Il attache une grande importance à l'enseignement et à la formation de catéchistes et de prêtres malgaches ainsi qu'à l'assistance aux malades et aux lépreux. Il fonde un premier petit séminaire à Bemaneviky dès 1952 et la léproserie Saint-François d'Ambanja en 1953. Sous son impulsion, de nombreuses congrégations religieuses s'installent dans son diocèse.
Il offre sa démission d'évêque d'Ambanja en 1975 et est nommé administrateur apostolique des Comores qui sont à ce moment détachées du diocèse. Il exerce cette fonction jusqu'en 1980 où il rentre en France et se retire au couvent des Pères capucins à Bitche.
Léon Messmer meurt à Haguenau le 10 février 1987. Il est enterré au cimetière de Wingen.

## Distinction
- Officier de l'Ordre de la Nation Malgache[réf. nécessaire]